# Lycodapus australis
Lycodapus australis es una especie de pez de la familia de los Zoarcidae en el orden de los perciformes.

## Morfología
- Los machos pueden llegar a alcanzar los 8,6 cm de longitud total.[1][2]

## Hábitat
Es un pez de mar, de clima templado y demersal

## Distribución geográfica
Se encuentra en la Tierra del Fuego.

## Observaciones
Es inofensivo para los humanos. 